# Teu Mundo Não Cabe nos Meus Olhos
Teu Mundo não Cabe nos Meus Olhos é um filme de drama, dirigido e escrito por Paulo Nascimento, co-produzido pelo Brasil, Argentina e Uruguai em 2016. Por ter sido feito em países do bloco, Paulo Nascimento mencionou que a obra foi concedida do "mercosul cinematográfico".

## Sinopse
Vitório vive no bairro de Bixiga, São Paulo como dono da pizzaria herdada por seu pai, e é considerado famoso por oferecer a melhor pizza do bairro. Depois de superar todos os problemas que a cegueira trouxe para ele desde a infância, ele começa a enxergar novos conflitos que ela traz após Clarice sugerir uma cirurgia de visão para recuperação parcial.

## Elenco
| Ator/Atriz         | Personagem     |
| ------------------ | -------------- |
| Edson Celulari     | Vitório        |
| Giovana Echeverria | Alicia         |
| José Vitor Castiel | ASA            |
| Soledad Villamil   | Clarice        |
| Leonardo Machado   | Cleomar        |
| Thalles Cabral     | ASA            |
| Roberto Birindelli | Dr. Jantzen    |
| Héctor Bidonde     | Jaime Kauffman |

## Produção
Para executar suas falas no filme, a atriz Soledad Villamil teve que aprender português, fazendo ensaios durantes três meses, além de aulas via Skype com um professor de idiomas e especialista em fonoaudiologia.
As gravações foram finalizadas em abril de 2016, sendo feitas filmagens em Porto Alegre e São Paulo ao decorrer de dezessete dias. No Hospital Banco de Olhos de Porto Alegre foram gravadas cenas em chroma key. O primeiro corte foi entregue à produtora em maio do mesmo ano.

## Recepção

### Resposta da crítica
Rubens Ewald Filho, do jornal A Tribuna, elogiou como o melhor trabalho de Paulo Nascimento e elogiou também o trabalho de Edson Celulari, visto a interpretação como "boa, segura e humana" e também a história inédita. Para Alessandro Gianini, do jornal O Globo, Celulari estava "inspirado" e a interpretação de Soledad Villamil foi considerada "robótica" e "artificial". Para Alexandre Agabiti, do jornal Folha de S.Paulo, "o relacionamento do casal é mal trabalhado, Vitório e Clarice manifestam seu amor, mas as coisas não vão além disso. A conexão entre ambos é delineada de modo superficial. A falta de densidade aparece na inútil lentidão com a qual o roteiro apresenta os personagens e sobretudo na deficiente caracterização destes e na falta de qualidade dos diálogos, frequentemente explicativos em demasia."